# Coreanura filiae
Genre
Espèce
Coreanura filiae, unique représentant du genre Coreanura, est une espèce de collemboles de la famille des Neanuridae.

## Distribution
Cette espèce est endémique de Corée du Nord.

## Publication originale
- Deharveng & Weiner, 1984 : Collemboles de Corée du Nord. 3. Morulinae et Neanurinae. Travaux du Laboratoire d'Écobiologie des Arthropodes Edaphiques Toulouse, vol. 4, no 4, p. 1-61.